# Манусевич, Александр Яковлевич
Алекса́ндр Яковлевич Манусе́вич (28 января 1913, Никополь — 17 января 1997) — советский и российский историк.

## Биография
Родился 15 января (по старому стилю) 1913 года в Никополе, в семье мелитопольского мещанина Якова Хаимовича Манусевича и Енты Самойловны Манусевич (в девичестве Миндлиной). Его брат Виктор Яковлевич Манусевич — основатель и дирижёр Кэмбриджского симфонического оркестра (Cambridge Civic Symphony Orchestra или CCSO).
После окончания школы работал токарем на Ленинградском сталепрокатном заводе. В 1932 году поступил на исторический факультет ЛИФЛИ, который в 1936 года влился в Ленинградский государственный университет. В 1937—1940 года — в аспирантуре ЛГУ. Научным руководителем его был Е. В. Тарле, и первые работы были посвящены истории Франции. В 1940 защитил кандидатскую диссертацию: «Французский империализм в борьбе против Советской России (1917—1919)». Был направлен на работу в Петрозаводский государственный университет.
С началом войны А. Я. Манусевич ушёл добровольцем в Красную Армию, был направлен на учёбу на курсы военных юристов. Будучи курсантом, участвовал в обороне Москвы. С 1942 года — преподаватель Военно-юридической академии, с 1944 года — научный сотрудник Института истории АН СССР.
С 1950-х годов основной темой исследований Манусевича стала история Польши. Он стал сотрудником Института славяноведения и балканистики, принимал участие в написании «Истории Польши». В 1965 году за монографию «Польские интернационалисты в борьбе за победу Советской власти в России» присуждена степень доктора исторических наук.
Одновременно работал в исторической редакции Большой советской энциклопедии, был заместителем главного редактора ежегодника БСЭ.
Заслуженный деятель науки РСФСР.

## Основные труды
- Борьба за демократию во Франции. Москва: Госполитиздат, 1947. 196 с.
- Очерки по истории Польши. Москва: Учпедгиз, 1952. 407 с.
- 10 лет Народной Польши. Москва: Госполитиздат, 1954. 184 с.
- Польские интернационалисты в борьбе за победу Советской власти в России : Февраль — октябрь 1917 г. Москва: Наука, 1965. 412 с.
- Герои сопротивления [печатный текст] / Манусевич, Александр Яковлевич, Составитель (Compiler); Молок, Ф. А., Составитель (Compiler); Попов, Н. В., Редактор (Editor). - Москва : Просвещение, 1970. - 301, [3] с.: фотоил.; 21 см.- Рисунок на обложке: Партизаны бригады "Сервадеи" на площади в Милане.- 80 000 экземпляров   (в переплёте) : 50 к.
- Ленин и польское рабочее движение. Москва: Мысль, 1971. 504 с., 4 л. ил. В соавторстве с Р. А. Ермолаевой.
- Ленин в Кракове. Москва: Политиздат, 1972. 239 с., 8 л. ил. В соавторстве с Ю. В. Берновым.
- В краковской эмиграции: жизнь и деятельность В. И. Ленина в 1912—1914 гг. Москва: Политиздат, 1988. 283, [2] с., [9] л. ил. ISBN 5-250-00203-X. В соавторстве с Ю. В. Берновым.